# Nephila madagascariensis
A Nephila madagascariensis é uma espécie de aranha da família Nephilidae, também conhecida como aranha-de-ouro ou aranha-dourada. Ela é encontrada principalmente na ilha de Madagascar e em algumas outras ilhas do Oceano Índico.
As fêmeas da espécie são particularmente notáveis pelo seu tamanho, podendo chegar a ter mais de 10 cm de comprimento, incluindo as pernas. Além disso, a coloração do seu corpo é bastante distinta, com tons de amarelo e preto, e seu abdômen em forma de gota é coberto por pelos dourados.
A Nephila madagascariensis é conhecida por construir teias enormes e complexas, que podem chegar a medir mais de um metro de diâmetro. As teias são construídas com uma combinação de seda pegajosa e seda não-pegajosa, e são frequentemente ornamentadas com uma estrutura em forma de "Z" no centro.
Alimentando-se principalmente de insetos, a Nephila madagascariensis é uma aranha inofensiva para os humanos, embora a sua picada possa causar uma dor moderada e inflamação local. Devido à sua aparência impressionante e suas teias enormes, a aranha-de-ouro é frequentemente usada em filmes e outras produções audiovisuais para criar uma atmosfera de mistério e suspense.
A Nephila madagascariensis é uma aranha que produz uma teia de seda com uma incrível resistência e elasticidade. A seda produzida por essa aranha é considerada uma das mais fortes fibras naturais do mundo.
Devido a essa resistência, pesquisadores têm estudado a possibilidade de utilizar a teia da Nephila madagascariensis na produção de tecidos e materiais de alta tecnologia. Uma das principais vantagens é que essa seda é biodegradável, ao contrário de muitos materiais sintéticos utilizados na indústria têxtil.
No entanto, a produção em larga escala ainda é um desafio, pois essa aranha tem um ciclo de vida curto e produz pouca teia. Além disso, é necessário um ambiente controlado para a criação e manejo desses animais.
Apesar dos desafios, pesquisas indicam que a utilização da seda da Nephila madagascariensis pode ter diversas aplicações, desde a produção de tecidos resistentes e leves para vestuário e equipamentos esportivos, até mesmo em implantes médicos e dispositivos eletrônicos. Ainda são necessárias mais pesquisas e investimentos para tornar a produção em larga escala viável, mas a perspectiva é bastante promissora.
1. ↑  Kuntner, M., Kralj-Fišer, S., & Schneider, J. M. (2013). Spider behavior: flexibility and versatility. In Spider behavior (pp. 21-61). Cambridge: Cambridge University Press.

Blackledge, T. A., & Wenzel, J. W. (2001). Behavioral flexibility and the evolution of orb webs. Annual Review of Entomology, 46(1), 1-28.

Craig, C. L., & Bernard, G. D. (1990). The natural history of Nephila madagascariensis (Araneae, Tetragnathidae) in the rainforest of southeastern Madagascar. Journal of Arachnology, 18(3), 297-308.

Gorb, S. N. (1999). The orb-weaving spider Nephila edulis (Koch) (Araneae, Tetragnathidae): ontogenetic changes in the mechanical design of the web. Journal of Experimental Biology, 202(21), 2921-2928.

Kuntner, M., Coddington, J. A., & Schneider, J. M. (2009). Intersexual arms race? Genital coevolution in nephilid spiders (Araneae, Nephilidae). Evolution, 63(6), 1451-1463.

Applied Materials Today.

ACS Biomaterials Science & Engineering.

Materials Today Bio.

Science Daily.

Phys.org.